# اوله سامسوننکو
اوله سامسوننکو (اوکراینی: Олег Іванович Самсоненко؛ زادهٔ ۳ اوت ۱۹۶۵) بازیکن فوتبال اهل اوکراین است.
از باشگاه‌هایی که در آن بازی کرده‌است می‌توان به باشگاه فوتبال کریفباس کریفیی ریه و باشگاه فوتبال اورال یکاترینبورگ اشاره کرد.